# (36458) 2000 QO8
2000 QO8 (asteroide 36458) é um asteroide da cintura principal. Possui uma excentricidade de 0.10508850 e uma inclinação de 4.49128º.
Este asteroide foi descoberto no dia 25 de agosto de 2000 por Korado Korlević e Mario Juric em Visnjan.